# Kék császárhal
A kék császárhal (Pomacanthus annularis) a sugarasúszójú halak (Actinopterygii) osztályának sügéralakúak (Perciformes) rendjébe, ezen belül a Pomacanthidae családjába tartozó faj.

## Előfordulása
Az Indiai-óceán és a Csendes-óceán területén honos.

## Megjelenése
Testhossza maximum 45 centiméter. A farokúszó színtelen, de lehetnek rajta halvány foltok, szegélye sárga. A felnőtt hal sötét, aranybarna testén királykék, ívelt harántcsíkok futnak; kopoltyúfedőjén kék gyűrű van.

## Életmódjuk
Táplálékuk algák, férgek, kagylók és szivacsok.

## További információk

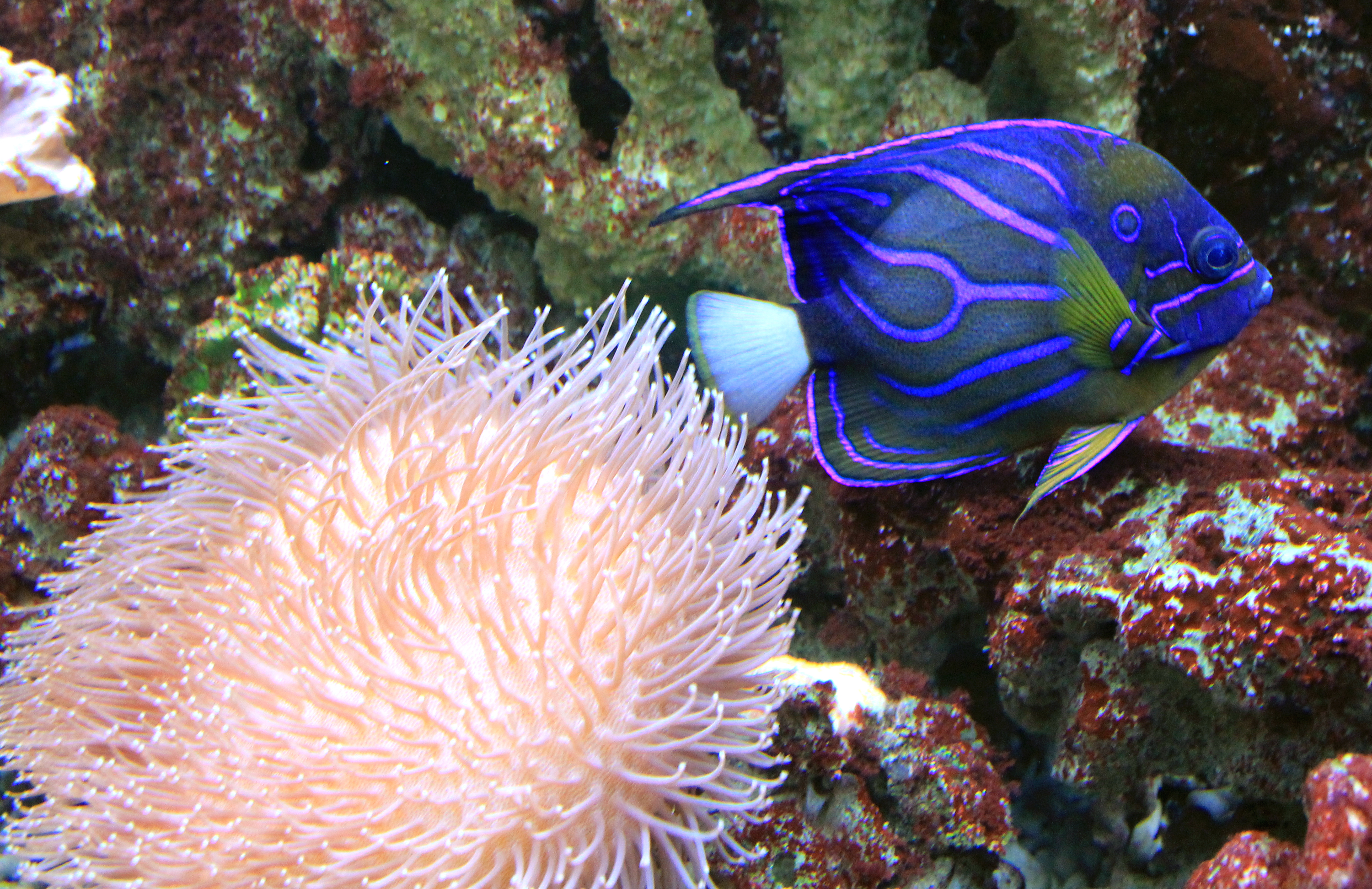
A prágai tengeri akváriumban